# 徐知询
徐知询（？—934年），东海康王，五代十国年间杨吴摄政徐温亲生次子。他在徐温生前试图取代养兄徐知诰的少摄政地位，却无能为力。徐温死后，他因继承了徐温的军权，试图和徐知诰争夺杨吴控制权，却被徐知诰拘禁並且被剥夺军权。后来他仍然为杨吴将领，但是不再有足够的权力对徐知诰构成挑战。

## 背景
徐知询生年不详，也不知何母所出，只知道他是徐温的亲生次子，但宋齐丘曾称他的哥哥徐知训为“三郎”，暗示徐知询还有两个因早夭而未入族譜的哥哥，或曾被徐温对诸子称为“你们的二哥”的养子徐知诰亦被列入排行。他有四个亲弟弟徐知诲、徐知谏、徐知证、徐知谔。徐温养子徐知诰年长于徐知询。徐知询和徐知训都不把徐知诰当兄弟看待。

## 徐温摄政期间
天祐十五年（918年），徐知询第一次在史料中出现。当时徐温屯昇州，在吴都广陵为少摄政的内外马步都军使、昌化节度使、同平章事徐知训因欲掠奪将领平卢节度使兼任诸道副都统朱瑾的歌妓，被朱瑾刺杀，朱瑾随后自杀。徐温诸子除30岁的徐知诰外都年幼，故徐温以徐知诰为少摄政，以代徐知训。随后，徐温信任的官员严可求建议以徐知询取代徐知诰，但徐温不从。
此后数年，严可求和镇海节度判官、楚州团练使陈彦谦、行军副使徐玠劝说徐温用亲生子取代徐知诰，尽管他们并没有特别推荐徐知询。徐知询自己也数次游说徐温，徐温答：“你们都不如你们的哥哥。”但顺义七年（927年）十月，徐知询为行军司马、忠义节度使，且有同中书门下平章事荣衔时，徐温改主意了。他打算前往广陵请吴王杨溥称帝，给两个儿子重新分配职务，以徐知询代徐知诰为少摄政。但当他准备离开昇州时，病了，于是写了表文让徐知询送去广陵劝进，意图在上表后以徐知询代徐知诰。徐知诰闻讯，决定辞职，求任镇南节度使。但徐知询还在半路上，徐温死了，徐知询闻讯，立即回昇州参与后事，使得徐知诰得以仍居摄政之位。

## 徐温死后
徐温死后不久，十一月，杨溥按徐温临终推举称帝。徐温的头衔被分给徐知诰和徐知询，徐知诰为都督中外总军事，徐知询为诸道副都统、宁国及镇海节度使、兼侍中、辅国大将军、检校太尉、守中书令、金陵尹。
徐温刚死时，徐知诰亲吏周宗也在金陵。徐知询叫周宗通知徐知诰：处理政务更重要，不需要前来奔丧。周宗猜到这并非徐知询本意，坚持徐知询把这个意向写成手札，徐知询以无暇相辞，周宗就从衣袖里拿出笔，从左右那里取来纸，求徐知询写手札，徐知询只得写了。当徐温的其他亲子为徐知诰不来奔丧而不悦时，周宗将徐知询写的手札给他们看，徐知询语塞。
尽管徐知诰仍掌控吴朝廷，在金陵（即昇州）的徐知询握有全吴最大的军队，他仗此和徐知诰争夺决策权，徐知诰则意图限制徐知询的权力。乾貞三年（929年）八月，徐知询的岳父武昌节度使李简卒，徐知询擅自将李简麾下二千亲兵留在金陵，上表推荐李简子李彦忠继任。徐知诰却无视徐知询推荐，任龙武统军柴再用为武昌节度使，激怒了徐知询：“刘崇俊是哥哥的亲戚，三代鎮守濠州；彦忠是我妻族，卻偏偏不能得到這職位！”
徐知诰害怕徐知询的军力，但内枢密使王令谋说：“公辅政日久，挟天子以令境内，谁敢不从！知询年少，不能給人恩惠與信任，沒有甚麼作為。”徐知询懦弱且太傲慢，薄待诸弟，尤其薄待徐知诲和徐知谏。徐知诲秘密将徐知询的动向报告徐知诰，而徐知谏则在广陵加入徐知诰对徐知询的行动。原先支持徐知询的徐玠也意识到徐知询缺乏领导才能，必败，也转而效忠徐知诰并告以徐知询的短处。徐知询对诸弟和徐玠的背叛一无所知，自以为握有强兵又身居重地，除掉徐知诰易如反掌。同时，徐知询也举措失当：邻国吴越国国王钱鏐送给徐知询装饰有龙凤的金玉鞍勒、器皿，都是君主用物，徐知询却不以为嫌而用之。徐知询的典客周廷望说服他派周带大量财物去广陵贿赂其他高官背离徐知诰倒向徐知询，但他到广陵后，又通过与自己相善的周宗宣布效忠徐知诰，向徐知诰报告徐知询的动向；回到金陵，又将徐知诰动向告知徐知询，意图两边摇摆。
十月，徐知询屡次试图召徐知诰来金陵参加除丧典礼，徐知诰以杨溥不放行为由拒绝。同时，周宗让周廷望通知徐知询：他被弹劾七大不臣之罪，应去都城自辩。徐知询相信周廷望，去了广陵。周廷望谏止，徐知询不听。徐知询出发后，周廷望说：“公去了，就回不来了。”哭着再拜相送。十一月，徐知询一入朝，徐知诰就拘禁了他，不许他回金陵，并派右雄武都指挥使柯厚率金陵军回广陵，自领之。徐知询被留在广陵，任左统军（一作右统军），仍领镇海节度使，宁国军被徐知诰接管。兄弟俩有一场言语交锋。徐知询说：“先王（指徐温）离世，哥哥作为他的儿子，竟然不参加他的葬礼，可以吗？”徐知诰答：“你挺剑等着我，我怎么敢去！你身为人臣，却使用帝王的马车服饰，就可以吗？”徐知询又问及徐知诰的所为，徐知诰意识到周廷望首鼠两端，杀之。
十二月，又发生了徐知诰试图毒杀徐知询的事件。徐知诰召徐知询饮宴，用金杯敬酒，说：“希望弟弟活一千岁。”徐知询怀疑有毒，用另一尊酒器倒了一半给徐知诰，说：“我愿意和哥哥各享五百岁。”徐知诰变色，不肯喝，徐知询也捧着酒不退，左右都不知所措。伶人申渐高走到他们身边，说了些诙谐话，抢过两尊酒杯，喝光了酒，拿着酒杯离开。徐知诰秘密派人送解药去申渐高家，为时已晚，申渐高頭部潰爛而死。此后，徐知诰没再试图谋害徐知询的性命。他後來允许徐知询去镇海治所润州履职。徐知询失去金陵后，过去的幕僚都散去，只有李建勋一人相随。徐知询到任后经常会见僚佐，谈说饮宴，以消除徐知诰的顾忌，不再像以前一樣，認真處理政務。
大和三年（931年）九月，徐知谏在镇南节度使任上过世。杨溥命徐知询代之，封东海郡王（一说武陵王，未详是否改封）。赴任途中，他遇到徐知谏的丧車，抚摸着棺材，哭着说：“弟弟你用心如此，我也没什么好遗憾的，但你有何面目见先王于地下！”六年（934年）五月，他也在镇南任上过世。谥号康。
天祚二年（936年）七月，时任润州团练使的徐知谔亲近小人，游乐荒废政务，在牙城西设市场亲自贸易。徐知诰闻之怒，召徐知谔左右诘责，徐知谔惧怕。有人对徐知诰说：“忠武王（徐温）最爱知谔，却以后事传公。往年知询失守，论议至今未息。如果知谔治政有能名，训兵养民，对公有何利？”徐知诰感悟，对徐知谔更厚待。

## 家庭
- 儿子徐（景）迪（930年—976年1月2日），南唐卫尉卿，娶王氏、张氏、刘氏皆早逝，开宝八年死于宋灭南唐之战[12]
  - 徐迪子徐太素、徐太初、徐太冲